# Merriam-Webster
Merriam-Webster, Inc., là một công ty Mỹ chuyên xuất bản sách tham khảo, đặc biệt nổi tiếng với các bộ từ điển.
Năm 1828, George và Charles Merriam thành lập công ty với tên gọi G & C Merriam Co. tại Springfield, Massachusetts, Mỹ. Năm 1843, sau khi Noah Webster qua đời, công ty đã mua lại bản quyền quyển Từ điển tiếng Anh của người Mỹ (An American Dictionary of the English Language) từ di sản của Webster. Tất cả các từ điển Merriam-Webster đều có thủy tổ là cuốn này.
Năm 1964, Encyclopædia Britannica, Inc., mua lại công ty này làm công ty con. Công ty Merriam-Webster, Inc. có tên gọi như hiện tại từ năm 1982.